# Drumul european E19
Drumul european 19 (E19) este un drum care leagă Amsterdamul (Țările de Jos) de Paris (Franța), trecând prin Bruxelles (Belgia). Este cel mai intens circulat drum din Europa în ceea ce privește traficul rutier.

## Traseu
| Țările de Jos |                        |                          |                              |
|               | Traseu                 |                          | Intersecții Drumuri Europene |
| A4            | Amsterdam - Haga       | Amsterdam                | E22 E35 E231                 |
| A4            | Amsterdam - Haga       | Haga                     | E30                          |
| A13           | Haga - Rotterdam       |                          |                              |
| A20 E25       | Rotterdam              |                          |                              |
| A16           | Rotterdam - Breda      | Rotterdam                | E31                          |
| A16           | Rotterdam - Breda      | Breda                    | E311 E312                    |
| Belgia        |                        |                          |                              |
| A1            | Meer - Bruxelles       | Anvers                   | E17 E34 E313                 |
| R0            | Bruxelles              | Bruxelles                | E40 E411                     |
| R0            | Bruxelles              | Halle                    | E429                         |
| A7            | Bruxelles - Hensies    | Nivelles                 | E420                         |
| A7            | Bruxelles - Hensies    | Mons                     | E42                          |
| Franța        |                        |                          |                              |
| A2            | Valenciennes - Cambrai | Cambrai                  | E17                          |
| A1            | Combles - Paris        | între Combles și Gonesse | E15                          |
| A1            | Combles - Paris        | Ablaincourt-Pressoir     | E44                          |
| A1            | Combles - Paris        | Compiègne                | E46                          |
| A1            | Combles - Paris        | Paris                    | E5 E50 E54                   |